# Thuiaria lebedi
Thuiaria lebedi är en nässeldjursart som beskrevs av Nikolai Alexsandrovich Naumov 1960. Thuiaria lebedi ingår i släktet Thuiaria och familjen Sertulariidae. Inga underarter finns listade i Catalogue of Life.